# Universitas Halmahera
Universitas Halmahera – indonezyjska uczelnia prywatna w mieście Tobelo (prowincja Moluki Północne). Została założona w 1967 roku jako Akademia Teologiczna, a od 2008 roku istnieje pod obecną nazwą.